# Kerstin Spittler
Kerstin Spittler (16 de diciembre de 1963) es una deportista de la RDA que compitió en remo. Ganó dos medallas en el Campeonato Mundial de Remo, oro en 1985 y plata en 1986.

## Palmarés internacional
| Campeonato Mundial | Campeonato Mundial       | Campeonato Mundial | Campeonato Mundial |
| Año                | Lugar                    | Medalla            | Prueba             |
| ------------------ | ------------------------ | ------------------ | ------------------ |
| 1985               | Malinas (Bélgica)        | Medalla de oro     | Cuatro con timonel |
| 1986               | Nottingham (Reino Unido) | Medalla de plata   | Cuatro con timonel |